# Clostridium perfringens
Clostridium perfringens je anaerobna bakterija i uzročnik mionekroze (destruktivnog procesa na mišićima) u 80% slučajeva plinovite gangrene.

## Poveznice
- Plinska gangrena
- Bakterije